# Liste der Statthalter von Gallia Belgica
Die Liste der Statthalter von Gallia Belgica enthält die bekannten Statthalter der römischen Provinz Gallia Belgica. Die Liste ist nicht vollständig.
| Datierung            | Name                                         | Konsul | Anmerkung                                                                     |
| -------------------- | -------------------------------------------- | ------ | ----------------------------------------------------------------------------- |
| 69                   | D. Valerius Asiaticus                        |        |                                                                               |
| 1. Jhd. vor ca. 85   | Ignotus                                      |        | (AE 1976, 511) Eck S. 191, 216                                                |
| Domitian ?           | Ignotus                                      |        | (CIL 6, 1548) Eck S. 191, 216                                                 |
| 94/95 bis 96/97      | Q. Glitius Atilius Agricola                  | 97     |                                                                               |
| 97/98 bis 98/99      | Q. Sosius Senecio                            | 99     |                                                                               |
| 1./2. Jhd.           | [] Men[] Cassi[]                             |        | (AE 1980, 117) Eck S. 191, 216; Datierung der Inschrift bei der EDCS: 151/160 |
| um 136/137           | Ti. Claudius Saturninus                      |        |                                                                               |
| 159/160 bis 161/162  | A. Iunius Pastor M. Caesennius Sospes        | 163    |                                                                               |
| 172 bis 175          | M. Didius Severus Iulianus (Didius Julianus) | 175    |                                                                               |
| um 181 bis 183       | C. Sabucius Maior Caecilianus                | 186    |                                                                               |
| 197 bis 199          | L. Marius Maximus Perpetuus Aurelianus       |        |                                                                               |
| zwischen 200 und 203 | C. Iunius Faustinus Placidus Postumianus     |        |                                                                               |
| um 238/244           | P. Petronius Polianus                        |        |                                                                               |